# Karl Hofmann (Widerstandskämpfer)
Karl Hofmann (* 22. August 1901 in Uffeln; † 9. Januar 1959 bei Bielefeld) war ein deutscher Widerstandskämpfer und Beamter.

## Leben
Karl Hofmann zog noch zur Zeit des Deutschen Kaiserreichs und als Kind 1914 mit seiner Familie nach Hannover, wo er eine Lehre als Bierbrauer durchlief. Später arbeitete er als Buchhalter bei der Continental AG.
Zu Beginn der Weimarer Republik trat Karl Hofmann der SPD bei und führte später den von Leonard Nelson gegründeten Internationalen Sozialistischen Kampfbund (ISK) als Landesvorsitzender.
Im Jahr der Machtergreifung durch die Nationalsozialisten wurde Karl Hofmann 1933 für Jahre arbeitslos, bis 1939 – zugleich das Jahr des Beginns des Zweiten Weltkrieges – als er bei der Kohlenhandlung Wesemann in Ricklingen endlich wieder Beschäftigung fand.
Im Widerstand zu den Nationalsozialisten stand Karl Hofmann unter anderem in Kontakt etwa zu Otto Brenner und Albin Karl.
Nach dem Kriegsende war Hofmann maßgeblich an der Entnazifizierung in Niedersachsen beteiligt. Von Februar 1947 bis 1950 bekleidete er das Amt als Staatskommissar für die Entnazifizierung. 1950 wurde er Ministerialrat im Niedersächsischen Innenministerium, übernahm 1953 die Leitung des Niedersächsischen Amtes für Verfassungsschutz und wurde zuletzt zum Ministerialdirigent befördert.
Karl Hofmann war mit Margarete Hofmann verheiratet. Er starb 1959 während einer Reise in der Nähe der Stadt Bielefeld. Er wurde auf dem Stadtfriedhof Ricklingen bestattet.

## Karl-Hofmann-Weg
Der 1984 in Wettbergen angelegte Karl-Hofmann-Weg ehrt den Widerstandskämpfer und Ministerialdirigenten durch seine Namensgebung.